# Emil Abderhalden
Emil Abderhalden (9 de març de 1877, Oberuzwil - 5 d'agost de 1950, Zúric, Suïssa) fou un fisiòleg i bioquímic suís.

## Biografia
Durant la Primera Guerra Mundial destacà per la seva ajuda en l'evacuació de nens desnodrits d'Alemanya cap a Suïssa. Fou professor de fisiologia a la Universitat de Halle, els seus estudis se centraren en els aminoàcids i en les proteïnes. És conegut per haver inventat el 1912 una prova (la reacció Abderhalden) per determinar l'embaràs per la presència de la proteïna "estranya" a la sang. La prova, tanmateix, demostrà ser poc fiable i fou substituïda el 1928 per la prova Zondek-Ascheim.
Abderhalden fou considerat a Alemanya com el fundador de la bioquímica i era la base de molts treballs que se'n feren posteriorment.

## Obres
- La reacció d'Abderhalden.
- Tractat de fisiologia i química fisiològica.
- Fonaments de l'alimentació.
- Bioquímica de les vitamines.
- Manual dels mètodes bioquímics de treball. (En 107 volums)[1]